# 1963 aux Territoires du Nord-Ouest
Chronologie des Territoires du Nord-Ouest
- 1959
- 1960
- 1961
- 1962
- 1963
- 1964
- 1965
- 1966
- 1967

Cette page concerne les événements survenus en 1963 dans le territoire canadien des Territoires du Nord-Ouest.

## Politique
- Premier ministre : Robert Gordon Robertson (Commissaire en gouvernement) puis Bent Gestur Sivertz (Commissaire en gouvernement)
- Commissaire :
- Législature :

## Naissances
- 11 août : Bobby J. Villeneuve (en), député de Tu Nedhe (2003-2007).